# ロベルト・ジョビー
ロベルト・ジョビー（Robert Giobbi）は、スイスのマジシャン、マジック研究家。
カードマジックの分野を得意としているマジシャン（カーディシャン）である。
マドリッドのエスコリアル・マジッククラブの会員のひとり。
1990年にスイス国際マジック大会でグランプリを受賞しているほか、1988年と1991年のFISMのカードマジック部門で2位を獲得している。

## ロベルト・ジョビーのカード・カレッジ
「ロベルト・ジョビーのカード・カレッジ」は彼の代表作ともいえるカードマジック専門書のシリーズで古くからある技法から最新のものまで体系的に書かれている。
現在、第5巻まで発行されており、4巻までは以下のように和訳が出版されている。和訳は原本からの翻訳ではなくスティーブ・ミンチによる英語版からの訳である。
内容については、それぞれの章においていくつかのテクニックが解説され、章末にはその章で解説されたテクニックを用いたカードマジックがいくつか紹介される。
この本はテクニックをただ解説した本ではなく従来からあるテクニックに説得力を持たすようなちょっとした工夫もされており、収録マジックの解説には演技に必要な台詞回しからマジシャンの視線の動き方まで解説されている。
彼の妻バーバラによる挿絵の総数は4巻で1200にのぼる。
- 『ロベルト・ジョビーのカード・カレッジ　1』　東京堂出版、2000年。

第1章～第16章。カード史概要や使うべき道具などについても触れられている。ホアン・タマリッツが序文を書いている。
- 『ロベルト・ジョビーのカード・カレッジ　2』　東京堂出版、2001年。

第17章～第27章。特に第27章はマジックを演じるということについてのセオリーを深く考察している。ジョン・カーニーが序文を書いている。
- 『ロベルト・ジョビーのカード・カレッジ　3』　東京堂出版、2006年。

第28章～第38章。アルトゥロ・デ・アスカニオが序文を書いている。テクニックも一巻、二巻より高度なものが解説されていて難易度は格段に上がっている。
- 『ロベルト・ジョビーのカード・カレッジ　4』　東京堂出版、2007年。

第39章～第54章。『マジックの構造』と題された第54章は、2巻の第27章と同様の理論的な考察である。リシャール・ヴォルメルが序文を書いている。